# Mali Obrež
Mali Obrež este o localitate din comuna Brežice, Slovenia, cu o populație de 127 de locuitori.